# 桥头镇 (澄迈县)
桥头镇，是中华人民共和国海南省澄迈县下辖的一个乡镇级行政单位。

## 行政区划
桥头镇下辖以下地区：
桥头社区、桥东村、沙土村、西岸村、元隆村、玉包村、善丰村和荣兴村。